# Love, Marriage & Divorce
| Recensione | Giudizio |
| ---------- | -------- |
| AllMusic   |          |

Love, Marriage & Divorce è un album discografico collaborativo degli artisti Toni Braxton e Babyface, pubblicato nel febbraio 2014.

## Descrizione
Il disco è stato registrato presso i Brandon's Way Recording di Los Angeles. La pubblicazione era prevista per il novembre 2013, ma è stata posticipata al febbraio 2014 per omaggiare la festa di San Valentino, dedicata all'amore come lo stesso disco.
Per Babyface si tratta del primo album dopo 7 anni, mentre Toni Braxton aveva pubblicato il suo precedente disco nel 2010.
L'8 febbraio 2015 l'album ha vinto un Grammy come miglior album R&B

## Tracce
1. Roller Coaster – 4:23
2. Sweat – 4:27
3. Hurt You – 4:10
4. Where Did We Go Wrong – 3:37
5. I Hope That You're Okay – 3:54
6. I Wish – 3:03
7. Take It Back – 4:05
8. Reunited – 3:18
9. I'd Rather Be Broke
10. Heart Attack – 3:52
11. The D Word – 5:12

## Formazione
- Babyface - tastiere, programmazioni, chitarra, basso, voce
- Toni Braxton - voce
- Daryl Simmons - percussioni
- Antonio Dixon - percussioni
- The Rascals - tastiere
- Demonte Posey - tastiere

## Classifiche
| Classifica (2014) | Posizione raggiunta |
| ----------------- | ------------------- |
| Regno Unito       | 75                  |
| Stati Uniti       | 4                   |